# Sébastien Lareau
Sébastien Lareau (Montréal, 27 aprile 1973) è un ex tennista canadese.

## Carriera
Tennista specializzato nel doppio, in questa specialità ha raggiunto il quarto posto nella classifica mondiale e tre finali nei tornei del Grande Slam con una vittoria agli US Open 1999.

In totale ha vinto diciassette titoli in doppio, inclusa la medaglia d'oro alle Olimpiadi di Sydney (dove ha anche gareggiato in singolo) ed un titolo agli ATP Tour World Championships.

In singolare è riuscito ad entrare nella top-100, raggiungendo la settantaseiesima posizione nell'aprile 1995, senza però conquistare alcun titolo.

## Statistiche

### Doppio

#### Vittorie (17)
| Legenda                                                               |
| Grande Slam (1)                                                       |
| Tour World Championships / Tennis Masters Cup / World Tour Finals (1) |
| Super 9 / Masters Series / Masters 1000 (4)                           |
| Oro Olimpico (1)                                                      |
| Championship Series / International Series Gold / World Tour 500 (4)  |
| World Series / International Series / World Tour 250 (6)              |

| Numero | Data              | Torneo                                         | Superficie  | Compagno         | Avversari in finale                  | Punteggio          |
| 1.     | 1º maggio 1995    | Seoul Open, Seul                               | Cemento     | Jeff Tarango     | Joshua Eagle Andrew Florent          | 6–3, 6–2           |
| 2.     | 23 ottobre 1995   | China Open, Pechino                            | Sintetico   | Tommy Ho         | Dick Norman Fernon Wibier            | 7–6, 7–6           |
| 3.     | 28 ottobre 1996   | Eurocard Open, Stoccarda                       | Sintetico   | Alex O'Brien     | Jacco Eltingh Paul Haarhuis          | 3–6, 6–4, 6–3      |
| 4.     | 3 marzo 1997      | U.S. Pro Indoor, Filadelfia                    | Cemento (i) | Alex O'Brien     | Ellis Ferreira Patrick Galbraith     | 6–3, 6–3           |
| 5.     | 28 luglio 1997    | Countrywide Classic, Los Angeles               | Cemento     | Alex O'Brien     | Mahesh Bhupathi Rick Leach           | 7–6, 6–4           |
| 6.     | 20 aprile 1998    | Japan Open Tennis Championships, Tokyo         | Cemento     | Daniel Nestor    | Olivier Delaître Stefano Pescosolido | 6–4, 4–6, 6–4      |
| 7.     | 2 novembre 1998   | Eurocard Open, Stoccarda                       | Cemento (i) | Alex O'Brien     | Mahesh Bhupathi Leander Paes         | 6–3, 3–6, 7–5      |
| 8.     | 18 gennaio 1999   | Medibank International, Sydney                 | Cemento     | Daniel Nestor    | Patrick Galbraith Paul Haarhuis      | 6–3, 6–4           |
| 9.     | 14 giugno 1999    | Queen's Club Championships, Londra             | Erba        | Alex O'Brien     | Todd Woodbridge Mark Woodforde       | 6–3, 7–6           |
| 10.    | 23 agosto 1999    | Legg Mason Tennis Classic, Washington          | Cemento     | Justin Gimelstob | David Adams John-Laffnie de Jager    | 7–5, 6–7, 6–3      |
| 11.    | 13 settembre 1999 | US Open, New York                              | Cemento     | Alex O'Brien     | Mahesh Bhupathi Leander Paes         | 7–6(7), 6–4        |
| 12.    | 11 ottobre 1999   | Shanghai Open, Shanghai                        | Cemento     | Daniel Nestor    | Todd Woodbridge Mark Woodforde       | 7–5, 6–3           |
| 13.    | 8 novembre 1999   | Paris Masters, Parigi                          | Sintetico   | Alex O'Brien     | Jared Palmer Paul Haarhuis           | 7–6, 7–5           |
| 14.    | 22 novembre 1999  | Tennis Masters Cup, Hartford                   | Sintetico   | Alex O'Brien     | Mahesh Bhupathi Leander Paes         | 6–3, 6–2, 6–2      |
| 15.    | 21 febbraio 2000  | Kroger St. Jude International, Memphis         | Cemento (i) | Justin Gimelstob | Jim Grabb Richey Reneberg            | 6–2, 6–4           |
| 16.    | 7 agosto 2000     | Canada Masters, Toronto                        | Cemento     | Daniel Nestor    | Joshua Eagle Andrew Florent          | 6–3, 7–6(3)        |
| 17.    | 2 ottobre 2000    | Tennis ai Giochi della XXVII Olimpiade, Sydney | Cemento     | Daniel Nestor    | Todd Woodbridge Mark Woodforde       | 5–7, 6–3, 6–4, 7–6 |